# Château de Kishiwada
Le château de Kishiwada (岸和田城, Kishiwada-jō) est le joyau historique de la ville portuaire du même nom située en bordure d’Osaka.
Son histoire débuterait au XIVe siècle, en 1334, année de sa première édification. Mais c’est au cours du XVIe siècle (entre 1587 et 1598) qu’il fut transformé et agrandi, à la demande de Hidemasa Koide (oncle de Hideyoshi Toyotomi). En 1597, le château fut pourvu d’un tenshu (donjon), détruit en 1827 lors d’un incendie provoqué par la foudre. La tour maîtresse du château fut reconstruite en 1954 sous sa forme actuelle.

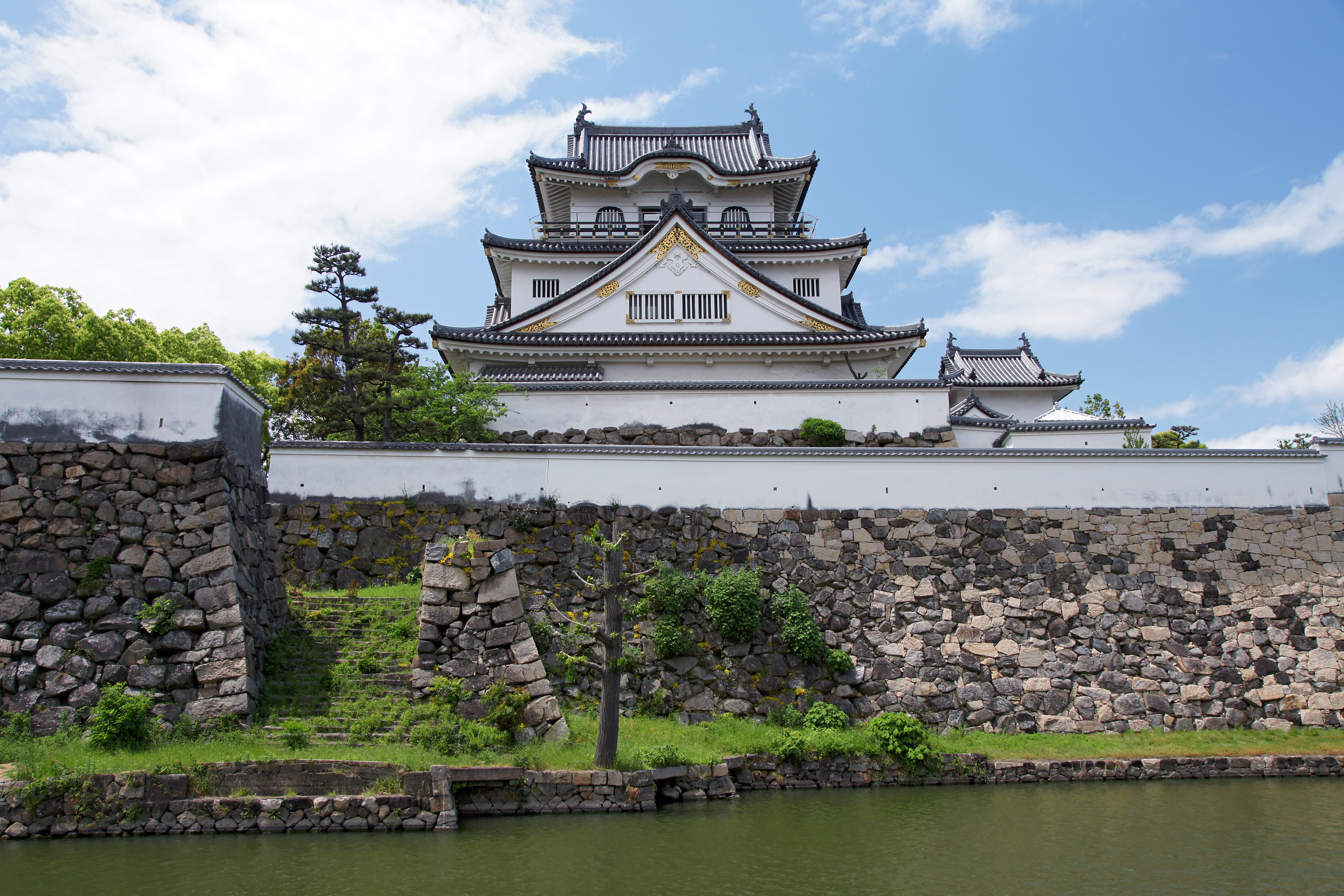
Vue du château.